# Микільський (Оскорянський) острів
Микільський або Осокорянський острів — історичний острів на Дніпрі у Києві навпроти села Осокорки. Не слід плутати його з розташованим в певний час поруч, але ближче до правого берега островом навпроти Видубицького монастиря  - сучасним урочищем Нижня Теличка. 
Микільський або Осокорянський острів згадується у 1538 р. разом з сусідніми дрібнішими островами, як той що був переданий Видубицькому монастирю.
Імовірно, йдеться про великий острів, який до 1870 р. існував на руслі Дніпра навпроти с. Осокорків. Фактично він являв собою низку мілин, які тягнулися від сучасного Венеціанського острова, який тоді був фрагментом лівого берега, через сучасні острови Малий та острів Великий Південний на південь до історичного гирла Либіді біля Лисої гори. Імовірно, його, разом з двома іншими розташованими нижче з боку правого берега на руслі островами (на плані 1799 р. безіменні), в середині XIX ст. перераховували в якості Галерних островів з номерами (Голованов, 2002). Протока, що відділяє Микільський (Осокорянський острів) згідно плану 1799 р. називалася Річище і являла собою діюче русло Дніпра, середня частина, якого імовірно влітку пересихала та перекривалася мілиною. На даному плані на Осокорянському острові зазначено деревну рослинність. 
Після будівництва дамби Дарницького залізничного мосту південну частину цього острова розмило, а матеріал пере-відклало до правого берега – сучасний Покал та Галерний острів. 
Натомість залишки північної частини цього острова дійшли до нас що дійшла до на у вигляді островів Малий та Великий Південний. В 1914 р. це був ще єдиний острів Верби. в 1970-х рр. від північної частини острова Верби залишилися острови Малий, які відокремились від сучасного острова Великий Південний.